# CaetanoBus
A CaetanoBus é uma empresa que fabrica carroçarias de autocarros e faz parte do Grupo Salvador Caetano. Foi fundada em 2002, em parceria com a Daimler-Chrysler. Tornou-se totalmente parte do Grupo Salvador Caetano em 2010, quando o grupo adquiriu os 26% da Daimler no capital social da empresa. A sede da empresa é Vila Nova de Gaia, cidade na qual também está baseada a principal fábrica de autocarros da empresa. São produzidas pela CaetanoBus carroçarias montadas em chassis de várias marcas, e que têm diferentes especificações, para os mais diversos serviços de autocarros: destinados a Turismo, ao transporte Interurbano e ao serviço de Aeroporto (COBUS). A maior parte da produção da empresa destina-se à exportação.

## História
A CaetanoBus foi fundada apenas em 2002, mas as suas raízes remontam ao ano de 1946. Nesse ano, Salvador Fernandes Caetano forma uma pequena Sociedade com o seu irmão Alfredo Caetano e com Joaquim Martins. Quando esta pequena firma se desmembrou, ficou nas mãos de Salvador, tornando-se mais tarde a pioneira, em Portugal, na técnica de construção mista, utilizando perfis de aço e madeira, e no fabrico das carroçarias integralmente de metal (introduzidas em 1955). A empresa conquista rapidamente a confiança de importantes clientes. Em 1961, a firma de Salvador tem uma encomenda com muito impacto por parte do Serviço de Transportes Colectivos do Porto: 12 autocarros de 2 pisos. Foi esta encomenda que abriu caminho à exportação.
Em 2002, foi fundada a CaetanoBus, em parceria com o grupo Daimler-Chrysler, ligação terminada em Janeiro de 2010, quando o Grupo Salvador Caetano adquiriu a totalidade da participação da Daimler-Chrysler na CaetanoBus.
Datas históricas para a empresa:
- 1946: Início da actividade. A madeira era matéria-prima usada como base para a construção de carroçarias;
- 1955: Introduzida em Portugal a técnica de construção de carroçarias fabricadas integralmente de metal, pela Salvador Caetano;
- 1966: Unidade fabril de Vila Nova de Gaia inicia actividades de laboração;
- 1967: São exportados os primeiros autocarros, para a Inglaterra[4];
- 1989: A Divisão Fabril de Gaia é certificada, de acordo com a norma Europeia EN NP 29002. Reconhece-se o seu Sistema de Qualidade (5º certificado e 1 º do sector automóvel em Portugal);
- 1990: A COBUS (autocarros para plataformas de aeroporto) inicia a produção;
- 1994: O modelo Salvador Caetano Óptimo é eleito o “Autocarro Mini/Midi do Ano” no Reino Unido;
- 1996: A empresa obtém a certificação da Qualidade segundo a Norma NP EN ISSO 9001:1995;
- 1997: Política ambiental da empresa - lançamento do Programa Verde;
- 1999: O modelo Salvador Caetano Enigma é galardoado com um prémio, por parte do Centro Português do Design;
- 2002: A CaetanoBus, Fabricação de Carroçarias, S.A., inicia as suas actividades;
- 2005: Construção do primeiro autocarro na Europa com a acessibilidade para deficientes pela porta da frente;
- 2009: O prémio Sena da Silva (na categoria de Equipamento / Industrial) é atribuído, por parte do Centro Português do Design, ao modelo CaetanoBus COBUS 3001;
- 2010: Fim da participação da Daimler-Chrysler no capital da empresa, com o Grupo Salvador Caetano a ter adquirido na íntegra as acções até então na posse da Daimler;
- 2011: Menção Honrosa nos DesignManagement European Awards; Menção Honrosa nos Green Project Awards pelo autocarro 100% elétrico;
- 2012: Apresentação de um novo facelift do modelo Winner; CAETANOBUS é finalista nos European Business Awards na categoria inovação; Entrega de 34 autocarros urbanos a gás sobre chassis MAN para o mercado inglês;
- 2013: CAETANOBUS inicia a exportação de kits CKD para a nova fábrica da Salvador Caetano Indústria na China – Brilliance Caetano;
- 2014: Lançamento do E.COBUS - o primeiro autocarro 100% elétrico para uso exclusivo de aeroporto - o projeto, internamente designado por Diesel to Electric Upgrade, consiste na reconversão de autocarros diesel usados em veículos novos totalmente elétrico; Entrega de 20 autocarros Lion’s City Midi a Gibraltar;
- 2015: A CaetanoBus ganha o Prémio Inovação NOS, na categoria Grandes Empresas, com o projeto de desenvolvimento do e.COBUS; Entrega de 6 unidades e.COBUS para o Aeroporto de Estugarda; Desenvolvimento  de um autocarro de dois pisos para o segmento de turismo; Lançamento do novo COBUS; Lançamento do novo miniautocarro iTRABUS S33; Entrega de 127 unidades MAN Lion´s City Midi para o Bahrain.

## Produtos

### Actuais
- Cobus (Aeroportos);
- iTRABUS S33 (Minibus);
- CityGold (Urbano: versões normal e articulada);
- Levante (Turismo);
- Winner (Turismo);
- e.COBUS (Elétrico);
- Entre outros.

### Históricos
Entre 1983 e 1988, a Caetano também fabricou troleicarros para as cidades portuguesas de Coimbra e Porto.

#### Outros produtos fabricados no passado
- Estoril (Autocarro de Turismo das décadas de 1960/1970);
- Alpha (Autocarro de Turismo das décadas de 1970/1980. Foram produzidas mais de 5 gerações, conhecidas como Alpha, Alpha 77, Alpha 79 e Alpha 81. Foi um best-seller em Portugal);
- Beta (Autocarro de Turismo das décadas de 1970/1990. Também disponível em versões Piso Sobre-elevado (conhecida como Beta 3700) e de dois pisos (conhecida como Super Beta 4000). Duas gerações: Beta I e Beta II);
- Delta (Autocarro de Turismo introduzido nos inícios dos anos 1990. Produzidas 3 gerações: Delta I, II and III)
- Ovar (Minibus);
- Gaia (Introduzido nos finais dos anos 1980, com gamas para serviços interurbanos e gamas para serviços de Turismo, com a produção de 3 gerações: Gaia I, II, III);
- Algarve (versão para o Reino Unido do Delta II);
- Enigma (Autocarro de Turismo introduzido nos finais dos anos 1990, para substituir as gamas Gaia e Delta);
- Autocarros urbanos e interurbanos com nome nome de código (desde os anos 1970).